# King's Point
King's Point es un pueblo canadiense situado en la provincia de Terranova y Labrador.

## Superficie
King's Point tiene una superficie de 45,72 km².

## Demografía
En 2021, tenía 653 habitantes, una densidad poblacional de 14,3 hab./km², y 336 viviendas.